# Amatta
Amatta è un villaggio della Nigeria, nello stato i Imo. È posta 10 km a Nord-Est di Owerri.

## Governo
Il primo governatore fu Eze Nduagwuike Asiegbu.